# Vincenzo Moretti
Vincenzo Moretti, italijanski rimskokatoliški duhovnik, škof in kardinal, * 14. november 1815, Orvieto, † 6. oktober 1881.

## Življenjepis
22. septembra 1838 je prejel duhovniško posvečenje.
17. decembra 1855 je bil imenovan za škofa Comacchia; 13. januarja 1856 je prejel škofovsko posvečenje.
Pozneje je postal še: škof Cesene (23. marec 1860), škof Imole (27. marec 1867) in nadškof Ravenne (27. oktober 1871 - 22. september 1879).
28. decembra 1877 je bil povzdignjen v kardinala in imenovan za kardinal-duhovnika S. Sabina.